# Ekkára
Ekkára, en grec moderne : Εκκάρα, est un village du dème de Domokós, dans le district régional de Phthiotide, en Grèce-Centrale.
Selon le recensement de 2011, la population du village s'élève à 576 habitants.